# Lutz Kayser
Lutz Tilo Ferdinand Kayser, né le 31 mars 1939 à Stuttgart, mort le 19 novembre 2017 sur l'îlot de Bikendrik (situé aux Îles Marshall), est un ingénieur aérospatial allemand. Il est le fondateur d'OTRAG, la première compagnie aérospatiale privée.

## Biographie
Lutz Kayser effectue ses études à l'université de Stuttgart et devient l'élève d'Eugen Sänger à l'Institut de la physique et de la propulsion par réaction. Il crée avec d'autres étudiants le Groupe de travail pour la technologie des fusées et l’espace et expérimente des petits moteurs de fusée à propergol liquide. Au début des années 1970, à la suite d'un appel à projets lancé par le ministère allemand de l'économie, il remporte 3,5 millions de deutschemarks afin de poursuivre ses activités. Il se rend alors au Texas afin de recruter du personnel specialisé et deux ingénieurs sont embauchés.
En 1974, il fonde OTRAG (Orbital Transport und Raketen AG), dans le but de développer un lanceur spatial à faible coût. Il cherche l'appui de Wernher von Braun mais celui-ci décline et lui recommande Kurt Debus, qui fut directeur du Centre Spatial Kennedy de 1962 à 1974. Kurt Debus accepte et est intégré dans l'équipe de Lutz Kayser.
N'ayant pas le droit de faire décoller ses fusées en Allemagne, Lutz Kayser signe avec le dictateur Mobutu Sese Seko un accord prévoyant la création d'un site de lancement de 100000 km² au Zaïre. Le succès des deux premiers essais poussent en 1978 l'URSS et la France, qui redoutent le développement de nouveaux V2, à surveiller le site. Le 13 mai 1978, 4000 rebelles, soutenus par Cuba, prennent la ville de Kolwesi, située à 400km seulement du site, et menacent Lutz et ses activités. La France parachute 7500 soldats de la légion étrangère et reprennent le contrôle de la ville. Cependant, le 5 juin 1978, en présence de Mobutu, un troisième lancement est effectué mais c'est un échec. La fusée s'écrase sur la montagne d'en face. Ceci décourage le dictateur Zaïrois et sous pression de la France, il annule le contrat avec l'OTRAG.
Après avoir proposé ses services à la France, mais s'être heurté au véto de Valéry Giscard d'Estaing, Lutz Kayser construit une nouvelle base d'essais dans une ancienne ferme, dans le désert de la Libye, précisément à Tauwiwa, près de la ville de Jarmah. Le jeune Mouammar Kadhafi, dirigeant de la Libye, est ravi d’accueillir l'OTRAG, convaincu que le monde arabe peut également se doter de lanceurs spatiaux, ou de missiles...
Un premier essai est réussi le 1 mars 1981. L'engin de 15 mètres décolle parfaitement et selon les sources, a peut-être atteint l'espace. Ce succès attire l'attention de Saddam Hussein, dirigeant de l'Irak, alors en pleine guerre avec l'Iran. Il demande directement à Lutz Kayser s'il serait capable de développer une fusée à tête nucléaire et de l'envoyer sur Téhéran. Lutz refuse.
De juin 1981 à décembre 1982, et sous la surveillance d'Israel et des USA, 13 lancements sont effectués à partir de Tauwiwa. Mais ce sont des engins plus petits, laissant penser qu'on y teste des missiles. En 1983, après qu'un colonel de l'armée libyenne soit nommé à la tête du projet et son matériel confisqué, Lutz Kayser quitte l'OTRAG, malgré une promesse de 2 millions de dollars de salaire par an.
Il est rappelé par le dictateur en 1986, lui ayant offert un poste de professeur de physique grassement rémunéré,. Il y restera jusqu'en 2004.
Ayant côtoyer de trop près des dictateurs, Kayser devient indésirable dans de nombreux pays. Il se fixe en 2006 sur l'île déserte de Bikendrik aux Îles Marshall, où il meurt le 19 novembre 2017.

## Filmographie
- Une fusée pour Mobutu (Fly Rocket Fly), documentaire d'Oliver Schwehm, 2018[4]
- Les missiles de l’incontrôlable M. Kadhafi (Deutsche Raketen für Gaddafi), documentaire de Kersten Schüssler & Oliver Schwehm, 2020, diffusé sur ARTE le 24/08/2024 puis en replay jusqu'au 21/11/2024.